# Aristéneto (cónsul 404)
Aristaenetus (C. 365-después de 404) fue un político romano que fue designado cónsul en 404 junto al emperador occidental Honorio.

## Biografía
Aristéneto era hijo de Bassiano (un notario en la corte oriental alrededor del año 371) y Prisca. Su abuelo era Thalassius, prefecto del pretorio de Oriente. Posiblemente un pagano, se relacionó con el retórico Libanio, del cual fue alumno.
Aristéneto era un partidario de Flavio Rufino, y con su influencia Aristéneto se hizo praefectus urbi de Constantinopla en la segunda mitad de 392. También visitó Antioquia para un cierto propósito en 393. En 404, él fue hecho cónsul en el Este junto al emperador Honorio, aunque su posición no fue reconocida en Occidente por el poder detrás de la corte occidental, el magister utriusque militiae, Estilicón.